# Slovakiska korsets orden
Slovakiska korsets orden, även benämnd Hlinkaorden efter Andrej Hlinka, var en slovakisk utmärkelse som instiftades 1940. Orden hade fem klasser: storkors, storofficer, kommendör, officer och riddare.